# Junioren-Weltmeisterschaften im Rudern 2008
Die Junioren-Weltmeisterschaften im Rudern 2008 fanden vom 22. bis 27. Juli 2008 in Ottensheim bei Linz in Österreich statt. Die Wettkämpfe wurden auf einem Seitenarm der Donau mit stehendem Wasser ausgetragen.
Aufgrund der im selben Jahr stattfindenden Olympischen Spiele in Peking wurde die Weltmeisterschaften 2008 der nichtolympischen Bootsklassen parallel zu den Junioren-Weltmeisterschaften in Ottensheim durchgeführt.
Bei den Meisterschaften wurden 13 Wettbewerbe ausgetragen, davon sieben für Jungen und sechs für Mädchen.
Teilnahmeberechtigt war eine Mannschaft je Wettbewerbsklasse aus allen Mitgliedsverbänden des Weltruderverbandes. Eine Qualifikationsregatta existierte nicht.

## Ergebnisse
Hier sind die Medaillengewinner aus den A-Finals aufgelistet. Diese waren mit sechs Booten besetzt, die sich über Vor- und Hoffnungsläufe sowie Viertel- und Halbfinals für das Finale qualifizieren mussten. Die Streckenlänge betrug in allen Läufen 2000 Meter.

### Junioren
| Bootsklasse                   | Gold | Gold    | Silber | Silber  | Bronze | Bronze  |
| ----------------------------- | --- | ------- | --- | ------- | --- | ------- |
| Einer (JM1x)                  | Bulgarien Aleksandar Aleksandrov | 7:06,32 | Deutschland Hagen Rothe | 7:07,35 | Australien Taylor Wilczynski | 7:21,85 |
| Doppelzweier (JM2x)           | Deutschland Martin Menger Lauritz Schoof | 6:33,47 | Litauen Nerijus Vasiliauskas Algirdas Bendaravicius                                                                                            | 6:34,32 | Australien Nicholas Barnier Alexander Belonogoff | 6:36,64 |
| Doppelvierer (JM4x)           | Deutschland Lukas Linden Fabian Weiler Hubert Trzybinski Sebastian Mager                                                                     | 6:01,68 | Italien Bernardo Miccoli Mario Paonessa Gabriele Cagna Giuseppe Vicari                                                                         | 6:02,96 | Niederlande Allard van den Hoven Daan Brühl Dirk Uittenbogaard Freek Robbers                                                                                | 6:05,76 |
| Zweier ohne Steuermann (JM2-) | Griechenland Vasileios Ntalamagkas Apostolos Lampridis                                                                                       | 6:54,27 | Deutschland Frederik Prigge Lukas Oberhausen                                                                                                   | 6:56,57 | Australien Ryan Edwards Matthew Dignan | 6:56,99 |
| Vierer ohne Steuermann (JM4-) | Spanien Antonio Guzmán del Castillo Manuel Moron Romero Juan Garcia Beltran Hidalgo Angulo                                                   | 6:15,96 | Rumänien Alexandru Deaconescu Liviu Torac Florin Razvanta George Palamariu                                                                     | 6:18,10 | Deutschland Richard Lorenz Anton Braun Michael Waschto Bastian Bechler                                                                                      | 6:19,35 |
| Vierer mit Steuermann (JM4+)  | Deutschland Philipp Thiem Moritz Schlichting Niclas Orlowski Alexander Egler Nils Hoffmann (Stm.)                                            | 6:25,33 | Vereinigtes Königreich Toby Mumford Jason Phillips Matthew Tarrant Sean Dixon Max Gander (Stm.)                                                | 6:27,59 | Ukraine Anatolij Radtschenko Serhii Reznikov Denys Chornyi Anatoliy Vasylyev Denys Melnychenko (Stm.)                                                       | 6:27,92 |
| Achter (JM8+)                 | Deutschland Kay Rückbrodt Leon Evers Robert Küper Felix Wimberger Max Planer Paul Zander Peter Kluge Morgan Baumgärtel Ben-Jack Drese (Stm.) | 5:50,03 | Neuseeland Michael Berry William Meates Ben Bullock Jason Kitchin Andrew Healey James O’Connor Duncan Hall Isaac Holden Matthew Cameron (Stm.) | 5:50,46 | Vereinigte Staaten Cameron Klotz Ivan Lys-Dobradin Justin Hopkins Brian Wettach Thomas Dethlefs Nicholas Jordan Tyler Nase Ian Silveira Keenan Clark (Stm.) | 5:54,50 |

### Juniorinnen
| Bootsklasse                   | Gold | Gold    | Silber | Silber  | Bronze | Bronze  |
| ----------------------------- | --- | ------- | --- | ------- | --- | ------- |
| Einer (JW1x)                  | Deutschland Carina Bär | 7:50,76 | Vereinigte Staaten Cara Linnenkohl | 7:58,89 | Norwegen Tale Gjoertz | 8:02,09 |
| Doppelzweier (JW2x)           | Deutschland Clara Karches Mareike Adams | 7:20,94 | Österreich Lisa Farthofer Magdalena Lobnig | 7:27,07 | Italien Eleonora Trivella Martina Ferrarini | 7:28,76 |
| Doppelvierer (JW4x)           | Deutschland Julia Lier Maren Stallkamp Marie-Cathérine Arnold Ulrike Törpsch                                                                                | 6:40,25 | Belarus Katsiaryna Bakhankova Maryia Smaliakova Maryia Dubik Katsiaryna Shliupskaya                                                                           | 6:47,07 | Neuseeland Regan Barkla Paparangi Hipango Sarah Gray Julia Trautvetter                                                                                              | 6:50,64 |
| Zweier ohne Steuerfrau (JW2-) | Deutschland Anja Broders Ronja Schütte | 7:34,15 | Rumänien Cristina Grigoras Andreea Boghian | 7:34,66 | Belarus Katsiaryna Yarmolich Tatsiana Kukhta | 7:43,97 |
| Vierer ohne Steuerfrau (JW4-) | Neuseeland Sophie Spiers Anna Dawson Hayley Hoogeveen Lucy Spoors                                                                                           | 7:00,41 | Italien Laura Basadonna Gaia Palma Valeria Franzin Valentina Calabrese                                                                                        | 7:02,73 | Vereinigtes Königreich Amber Anderson Olivia Carnegie-Brown Jenny Arnold Joanna Fitzsimons                                                                          | 7:05,22 |
| Achter (JW8+)                 | Vereinigte Staaten Anastasia Alexander Molly Hamrick Martha Kuzzy Cristina Felix Brandy Herald Emily Reynolds Erika Roddy Melisa Ongun Chelsea Lucas (Stf.) | 6:31,63 | Rumänien Ionela Dobanda Corina Alexa-Padurariu Marcela Holbura Anca Luchian Alexandra Vermesan Irina Dorneanu Elena Trifoi Geanina Zlavog Isabela Radu (Stf.) | 6:36,68 | Deutschland Lisa Kemmerer Franziska Goldgrabe Michaela Schmidt Lisa Schmidla Constanze Siering Katharina Wagner Frances Clauss Kathrin Marchand Schiwa Omidi (Stf.) | 6:37,72 |

## Medaillenspiegel
| Platz | Land                   | Gold  | Silber | Bronze | Gesamt |    |
| ----- | ---------------------- | ----- | ------ | ------ | ------ | -- |
| 1     | Deutschland            | 8     | 2      | 2      | 12     |    |
| 2     | Neuseeland             | 1     | 1      | 1      | 3      |    |
| 2     | Vereinigte Staaten     | 1     | 1      | 1      | 3      |    |
| 4     | Bulgarien              | 1     |        |        | 1      |    |
| 4     | Griechenland           | 1     |        |        | 1      |    |
| 4     | Spanien                | 1     |        |        | 1      |    |
| 7     | Rumänien               |       | 3      |        | 3      |    |
| 8     | Italien                |       | 2      | 1      | 3      |    |
| 9     | Vereinigtes Königreich |       | 1      | 1      | 2      |    |
| 9     | Belarus                |       | 1      | 1      | 2      |    |
| 11    | Litauen                |       | 1      |        | 1      |    |
| 11    | Österreich             |       | 1      |        | 1      |    |
| 12    | Australien             |       |        | 3      | 3      |    |
| 13    | Niederlande            |       |        | 1      | 1      |    |
| 13    | Norwegen               |       |        | 1      | 1      |    |
| 13    | Ukraine                |       |        | 1      | 1      |    |
| 13    | Summe                  | Summe | 13     | 13     | 13     | 39 |